# 樋高リオ
樋高 リオ（ひだか リオ、男性、1981年2月5日 - ）は、日本のプロボクサー。大阪府東大阪市出身。元ABCOコンチネンタルヘビー級王者。

## 来歴
杉田茂が代表を務めるウエイトトレーニングジム"Mr.U Gym"で元アマチュア世界王者のトレーナーと出会い見出され、オーストラリアに渡り、現地のプロライセンスを取得。
2006年8月31日、ニュージーランドのオークランドでデビュー戦を行い、2回KO勝利。
その後、JBCライセンスも取得し、2006年10月29日にIMPホールでの白坂貴昌（現・タカシラサカ）戦で国内デビュー。3回KO勝利。
オーストラリア時代の戦績は4戦4勝3KO。
2009年9月にJBCがヘビー級を含む重量級4階級の日本ランキングを新設および再設置したことに伴い3年ぶりに帰国、当時大阪プロレスを離れてボクシングに挑戦していたゼウス（ゼウス金谷）とトレーニングを共にしたのがきっかけで、仲里・ATSUMIボクシングジム所属になる。
2010年5月8日、大阪府立体育会館にて名城信男のWBA世界スーパーフライ級タイトルマッチの前座として金起男（韓国）と対戦し、4年ぶりの国内戦を3回TKO勝利で飾る。
2011年、新設された西日本新人王決定戦ヘビー級に出場。同年4月10日、1回戦でマサ竹蔵と対戦し、1回TKO勝利。
同年9月11日、決勝戦でタカシラサカと再戦し、2回KO勝利で初代西日本ヘビー級新人王を獲得した。
2012年12月、仲里・ATSUMIボクシングジムの分裂により西日本ボクシング協会初の女性会長である渥美富士子が会長を務め、第21代・第23代日本ジュニアミドル級王者大東旭が会長代行を務める渥美ボクシングジムに移籍。
2013年2月17日、クラレンス・ティルマン（アメリカ合衆国）と8回戦を行い大差判定勝利し、デビュー戦からの全勝記録を10に伸ばした。
2013年5月24日、K-1ファイターのグレゴリー・トニー（フランス）と対戦し、互いに手数が少ない中、身長、リーチ共に勝るトニーが優勢で試合を進め、結局そのまま試合が終了し0-3の判定負けで11戦目にして連勝はストップしプロ初黒星となった。
2013年7月25日、後楽園ホールで行われた日本タイトル次期挑戦者決定戦で竹原虎辰と対戦し、0-3（74-78、75-78、76-77）の判定負けを喫し日本ヘビー級王座への挑戦権獲得に失敗した。
2014年1月28日、JBCが最新ランキングを発表し、樋高を日本ヘビー級ランキングから除外し。3日後の同月31日、OPBFが最新ランキングを発表し、樋高をOPBF東洋太平洋ヘビー級ランキングから除外した。除外した理由は樋高の日本引退、フリー宣言、渡米によるものである。
2015年2月15日、フィリピンリサール州アンゴノでデビッド・コスワラ（インドネシア）とABCOコンチネンタルヘビー級王座決定戦を行い、初回1分1秒失神KO勝ちで王座獲得に成功した。翌年、同王座を返上。

## 戦績
- プロボクシング：14戦12勝（10KO）2敗

## 獲得タイトル
- 西日本ヘビー級新人王
- ABCOコンチネンタルヘビー級王座